# Pioneer, Kalifornien
Pioneer är en ort i Amador County, Kalifornien, USA.